# Osvaldo Jeanty
Osvaldo Madsen Jeanty (1º agosto 1983) è un ex cestista e allenatore di pallacanestro haitiano naturalizzato canadese, professionista in Europa.

## Carriera
Con il Canada ha disputato i Giochi panamericani di Rio de Janeiro 2007.